# Șemlacu Mic, Timiș
Șemlacu Mic (germană Kleinschemlak, maghiară Varsomlyo) este un sat ce aparține orașului Gătaia din județul Timiș, Banat, România. Administrativ face parte din orașul Gătaia.

## Localizare
Șemlacu Mic este un mic sat de câmpie, amplasat în sudul județului Timiș, în Câmpia Gătaia. Se situează la circa 10 km distanță de Gătaia și la circa 60 km distanță de municipiul Timișoara. Este oarecum departe de marile artere de circulație și se învecinează direct numai cu Șemlacu Mare la nord-est (3 km) și cu Butin la sud-vest (circa 2 km). 

## Istorie

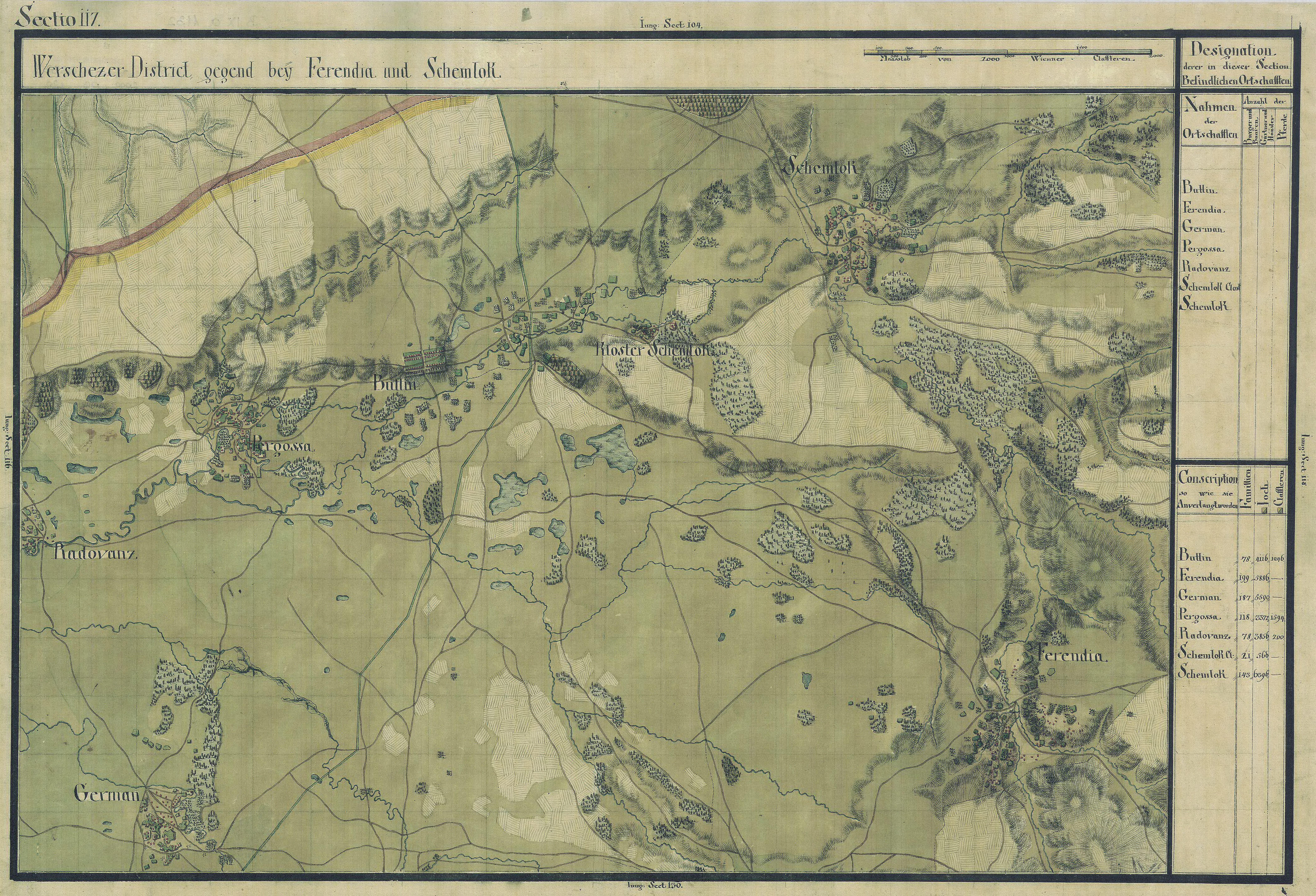
Şemlacu Mic în Harta Iosefină a Banatului, 1769-72

Localitatea este mai veche decât s-a crezut inițial. Conform studiului toponimic al lui Remus Crețan, localitatea este menționată într-un document din 1404, împreună cu satul Somlyug (Șemlacu Mare), de care s-a deosebit prin adăugarea diminitivului mic: Kis Somlya. Satul era direct legat de existența Mănăstirii Săraca.
Satul nou a fost înființat în 1802 cu coloniști germani și cehi, pe proprietatea Vasile Osztoics, care o cumpărase de la erariu.

## Populație
Aici a existat până în anii 1970 o importantă comunitate de șvabi bănățeni. În prezent satul mai numără circa 200 de locuitori. 

## Monumente de cult
Cel mai important monument de cult din localitate și din zonă, este Mănăstirea Săraca, o mănăstire ortodoxă veche de peste 800 de ani, în care există o icoană despre care se spune că este făcătoare de minuni. Mănăstirea atrage la Șemlacu Mic un număr de vizitatori relativ mare, în special de hramul mănăstirii dar și credincioși care vizitează ocazional mănăstirea. Aici mai există și o biserică evanghelică.